# 레퍼런스 폰
레퍼런스 폰(reference phone)은 안드로이드 운영 체제를 기반하는 스마트폰 제조기업에게 가장 먼저 참고의 척도가 될 수 있는 기준을 제공하는 스마트폰이다.

## 배경
구글의 안드로이드 운영 체제는 기반 기술인 ‘소스코드’를 공개하여 어느 기업이든 안드로이드를 이용하여 소프트웨어와 관련 스마트 기기를 만들 수 있다. 이는 안드로이드를 기반한 기기는 이를 무한대로 확장하고 대체, 사용하여 이용자들이 폐쇄적이지 않은 개방된 환경을 제공받을 수 있지만 독자적으로 생산되어 아이폰에 탑재되는 운영 체제 iOS등과 같이 다른 여러 스마트기기와는 달리 안드로이드 운영 체제를 공급하는 구글의 입장에선 각각 개발되어 안드로이드를 탑재하는 다른 기업들이 참고기준이 되는 제품이 필요하게 되었다. 이에 기준이 되는 스마트폰을 레퍼런스 폰이라고 한다.

## 종류
- 대만 HTC의 넥서스원
- 한국 삼성의 넥서스S
- 한국 삼성의 갤럭시 넥서스
- 대만 ASUS의 Nexus 7
- 한국 삼성의 Nexus 10
- 한국 LG의 넥서스4
- 한국 LG의 넥서스5
- 미국 모토로라의 넥서스6
- 한국 LG의 넥서스5x
- 중국 화웨이의 넥서스6p

## 의의
레퍼런스 폰은 구글에서 안드로이드를 사용하는 기업을 선택하여 출시하게 된다. 레퍼런스 폰에는 안드로이드 운영 체제중 가장 최근에 개발된 버전이 탑재되어 삼성, LG, HTC등의 기업에서 해당 레퍼런스 폰의 운영 체제와 애플리케이션과의 호환성, 터치감, 배터리 효율등과 같은 소프트웨어적, 하드웨어적 기술들을 참고하여 자신의 제품에 가장 최적화된 스마트폰을 개발할 수 있는 참고의 척도를 제공하게 된다. 또한, 기존의 레퍼런스 폰에도 기기가 지원하는 한도내에서 최신 안드로이드 운영 체제 버전이 제공되어 다른 스마트폰 이용자들과는 달리 기존 레퍼런스 폰을 이용하는 이용자들이 가장 먼저 안드로이드 운영 체제를 이용할 수 있다.